# Borut Bergant
Borut Bergant - Čita, slovenski pedagog in alpinist, 20. november 1954, Podljubelj, † 22. april 1985, Jalung Kang, Nepal.
Bergant se je po končani Pedagoški akademiji v Mariboru zaposlil na osnovni šoli v Tržiču kot učitelj telesne vzgoje. V Alpah in drugod je opravil preko 450 vzponov in bil prvi alpinist iz nekdanje Jugoslavije, ki je preplezal t. i. vse tri »zadnje probleme« Centralnih Alp, steno Eigerja, Matterhorna in Grand Jorassa. Plezal pa je tudi v Kavkazu (1975), Karakorumu (1977), ZDA (1978) in večkrat v Himalaji: Mount Everest (1979), Lotse (1981), Anapurna (1983) in nazadnje  prvenstveni vzpon po severni steni na 8505 m visoki Jalung Kang, kjer se je ob sestopu smrtno ponesrečil. Za svoje alpinistične dosežke je bil proglašen za zaslužnega športnika Jugoslavije.